# Mirko Boland
Mirko Boland (* 23. April 1987 in Wesel) ist ein deutscher Fußballspieler und -trainer.

## Spielerkarriere
Boland spielte in der Jugend beim SV Rees, FC Schalke 04 und dem MSV Duisburg, bei dem er 2008 auch seinen ersten Profivertrag unterschrieb. Zur Saison 2008/09 rückte er in den Profikader des MSV Duisburg für die 2. Fußball-Bundesliga auf. Im Dezember 2008 verkleinerte der neue Trainer Peter Neururer den Profikader um einige Spieler, unter denen sich auch Boland befand. Zwischen 2006 und 2008 absolvierte er 71 Partien für die zweite Mannschaft des MSV.
Anfang Januar 2009 wurde sein Vertrag beim MSV aufgelöst und er wechselte ablösefrei zum Drittligisten Eintracht Braunschweig. In seinem Ligadebüt für die Eintracht am 14. Februar 2009 gegen Kickers Emden gelang ihm der 2:1-Siegtreffer. In der Saison 2010/11 stieg e als Meister mit Eintracht Braunschweig in die 2. Bundesliga auf. In der Saison 2012/13 erzielte er vier Tore und bereitete sechs Treffer vor, in der Rückrunde stürzte er aber in ein Leistungsloch und verlor kurzzeitig seinen Platz in der Startelf. Am Saisonende stieg Eintracht Braunschweig als Tabellenzweiter in die Bundesliga auf, in der Boland am 10. August 2013 (1. Spieltag) bei der 0:1-Niederlage im Heimspiel gegen Werder Bremen debütierte. Sein erstes Bundesligator erzielte er am 20. September 2013 bei der 1:4-Niederlage im Auswärtsspiel gegen Borussia Mönchengladbach mit dem Treffer zum 1:2 in der 58. Minute. In der Bundesliga konnte die Eintracht nicht mithalten und stieg am Ende der Saison ab. In der Saison 2016/17 spielte Boland mit der Braunschweiger Eintracht lange Zeit um den Aufstieg mit und belegte den dritten Tabellenplatz; in der folgenden Relegation gegen den Lokalrivalen VfL Wolfsburg verpasste man den Aufstieg in die Bundesliga. In der Saison 2017/18 stieg die Eintracht in die 3. Liga ab. Bolands Vertrag lief am Saisonende aus. Insgesamt absolvierte er über 300 Pflichtspiele für Eintracht Braunschweig.
Im Juli 2018 erhielt er beim australischen A-League-Verein Adelaide United einen Zweijahresvertrag.
Zur Saison 2020/21 wechselte Boland in die 3. Liga zum VfB Lübeck. Er unterschrieb beim Aufsteiger einen Vertrag mit einer Laufzeit bis zum 30. Juni 2022, der auch für die Regionalliga Nord gültig ist. Unter dem Cheftrainer Rolf Martin Landerl war er Stammspieler und absolvierte 35 Drittligaspiele (34-mal von Beginn), in denen er ein Tor erzielte. Der VfB stieg jedoch als Vorletzter wieder in die Regionalliga Nord ab. Dort blieb Boland dem Verein als einer der wenigen Spieler auch in der Saison 2021/22 erhalten. Auch in der neuformierten Mannschaft agierte er als Stammspieler. Im März 2022 verlängerte der 34-Jährige seinen Vertrag bis zum 30. Juni 2024. In der Saison 2022/23 gelang als Meister die Rückkehr in die 3. Liga. Aus dieser stieg man allerdings in der Saison 2023/24 direkt wieder ab. Danach wurde sein Vertrag nicht mehr verlängert.
Zur Saison 2024/25 wechselte Boland innerhalb der Regionalliga Nord zum Aufsteiger SV Todesfelde.

## Trainerkarriere
Neben seiner Tätigkeit als Spieler in der Regionalligamannschaft des VfB Lübeck wurde Boland zur Saison 2021/22 neben Nicklas Loose „zeitweise“ Co-Trainer von Lars Hopp bei der zweiten Mannschaft, die in der fünftklassigen Oberliga Schleswig-Holstein spielte.

## Erfolge
- Aufstieg in die Bundesliga: 2013 (Eintracht Braunschweig)
- Meister der 3. Liga und Aufstieg in die 2. Bundesliga: 2011 (Eintracht Braunschweig)
- Meister der Regionalliga Nord und Aufstieg in die 3. Liga: 2023 (VfB Lübeck)
- Australischer Pokalsieger (2): 2018, 2019 (beide Adelaide United)
- Schleswig-holsteinischer Landespokalsieger (2): 2022, 2023 (beide VfB Lübeck)